# 안성현
안성현(安聖鉉, 1920년 7월 13일~2006년 4월 25일)은 일제강점기와 조선민주주의인민공화국의 테너 성악가 겸 서양 고전 음악 작곡가이고, 음악 교육인이었다.

## 생애
전라남도 나주(남평면 대교리)에서 출생하여 1936년 2월 이후부터 열 달 남짓 동안을 강원도 철원(갈말면 강포리)에서 자랐으며 1936년 12월 이후부터 함경남도 함흥에서 성장하였다. 그는 일본에 유학하여 도호 음악학교(東邦音楽学校)에서 테너 성악을 전공했다. 귀국한 뒤에는 전라남도 지역에서 음악 교사로 근무하며 작곡가로 활동했다.
김소월의 시에 곡을 붙인 동요 〈엄마야 누나야〉가 유명하며, 목포의 항도여자중학교(목포여자고등학교의 전신)에서 교사로 근무할 때인 1948년에 동료 교사 박기동이 작사하고 안성현이 작곡한 〈부용산(芙蓉山)〉도 널리 불린다. 이 노래는 박기동이 병으로 죽은 누이동생을 그리며 가사를 쓴 곡으로 가락도 서정적이지만, 구전을 통해 널리 퍼지면서 호남 지역 조선인민유격대 대원들의 애창곡이 되었다는 이유로 오랫동안 금기시되었다.
한국 전쟁 중 월북했고, 조선민주주의인민공화국의 공훈예술가 칭호를 받았다.

## 주요 작곡 작품

### 동요
- 〈엄마야 누나야〉

### 가곡
- 〈부용산(芙蓉山)〉

## 학력
- 일본 도호 음악학교 성악학과 전문학사

## 가족 관계
- 고조부 : 안광묵(安光默)
  - 증조부 : 안서현
    - 조부 : 안영길
      - 아버지 : 안기옥[1][2][3]

## 참고 자료
- 《연합뉴스》 (2006.5.27) "'엄마야 누나야' 작곡가 안성현 사망" 〈北문학신문〉

- “‘부용산’ 작곡가 안성현씨 별세”. 한겨레. 2006년 5월 29일. 2008년 4월 10일에 확인함.
- 《신동아》인물탐구/ 빨치산의 노래 ‘芙蓉山’시인 박기동[깨진 링크(과거 내용 찾기)] (2005년 4월호)
- 《한겨레21》 제331호 (2000.10.24) 풀뿌리통신/‘부용산’을 아십니까 보관됨 2005-04-04 - 웨이백 머신